# Максимович, Павел Петрович
Павел Петрович Максимович (1796—1888) — российский педагог. Брат А. П. Максимовича.
Родился в семье священника 14 (25) ноября 1796 года.
Вступил в службу в 1819 году.
В 1864 году П. П. Максимович был окружным инспектором учебных заведений Санкт-Петербургского учебного округа; также  — членом Учёного комитета Министерства народного просвещения. С 7 декабря 1849 года состоял в чине действительного статского советника. Был награждён орденами Св. Станислава 1-й ст. (1862) и Св. Владимира 3-й ст. (1855), бриллиантовым перстнем с вензелем Его Величества (1858).
Автор книги для первоначального чтения «Друг детей» (СПб., 1839; 13-е изд. — СПб.: тип. Имп. Акад. наук, 1878. — 313 с. 19-е изд. — СПб: тип. В. Безобразова и К°, 1882. — 120 с.), «Бесед на молитву Господню» и публичных лекций «Об апостольском предании», направленных против Ренана. Первым опубликовал сборник «немых» карт (ранних предшественников современных контурных карт).